# Bob Dole
Robert Joseph "Bob" Dole (født 22. juli 1923 i Russell, Kansas, død 5. december 2021) var en amerikansk politiker. Han stillede op som kandidat for republikanerne ved præsidentvalget mod Bill Clinton i 1996, men tabte. Havde han vundet, ville været blevet den ældste præsident som vandt sit første valg i USA's historie. I 1976 opstillede han som vicepræsidentkandidat, dog uden held. Han var i mange år senator i det amerikanske senat.
Bob Dole var gift med senatoren fra North Carolina, Elizabeth Dole.
Han blev  to gange hårdt såret under invasionen af Italien under 2. verdenskrig og lå på hospitalet i 39 måneder. Hans højre arm blev sidenhen ubrugelig på grund af skaderne. Han modtog to Purple Hearts og en Bronze Star. Den 17. januar 1997 modtog han Præsidentens frihedsmedalje af præsident Bill Clinton.